# セニー・ディエン
セニー・ティモシー・ディエン（Seny Timothy Dieng、1994年11月23日 - ） は、スイス・チューリッヒ出身のサッカー選手。EFLチャンピオンシップ・ミドルズブラ所属。セネガル代表。ポジションはGK。

## 経歴

### クラブ
2010年9月21日、2リーガ・インターレギオナル（4部相当）のレッドスター・チューリッヒでデビュー。その後、グラスホッパーズのセカンドチームに加入し、2014年8月1日にプロ契約を結んだ。
2016年2月2日、MSVデュースブルクにフリーで加入。8月26日、クイーンズ・パーク・レンジャーズにフリーで加入。2017年12月2日、ナショナルリーグ・サウス（実質6部）のホワイトホークにレンタル移籍。12月2日のチッペンハム・タウン戦で後半アディショナルタイムにプロ初ゴールを決め、2-1の勝利に貢献した。2018–19シーズン前半はスティヴネイジに、後半はダンディーに期限付き移籍。2019年7月26日、EFLリーグ1のドンカスター・ローヴァーズに期限付き移籍。2020年1月にクイーンズ・パーク・レンジャーズに復帰し、9月26日のミドルズブラ戦でクイーンズ・パーク・レンジャーズ加入後初出場を果たした。2023年7月8日、ミドルズブラに4年契約で移籍した。

### 代表
自身はスイスで生まれ育ったが、父親がセネガル人のため、セネガル代表でのプレーを選んだ。
2014年5月にセネガル代表初招集。2021年3月に約7年ぶりに代表に召集され、30日開催のアフリカネイションズカップ2021予選・エスワティニ代表戦でセネガル代表デビューを果たした。

## 代表歴

### 出場大会
- セネガル代表
  - 2022 FIFAワールドカップ

### 試合数
- 国際Aマッチ 5試合 0得点（2021年-）[12]

| セネガル代表 | 国際Aマッチ | 国際Aマッチ |
| 年           | 出場        | 得点        |
| ------------ | ----------- | ----------- |
| 2021         | 1           | 0           |
| 2022         | 3           | 0           |
| 2023         | 1           | 0           |
| 2024         |             |             |
| 通算         | 5           | 0           |

## タイトル

### 代表
セネガル
- アフリカネイションズカップ: 2021[13]